# Sciara pulicaria
Sciara pulicaria är en tvåvingeart som först beskrevs av Johann Wilhelm Meigen 1818.  Sciara pulicaria ingår i släktet Sciara och familjen sorgmyggor. Inga underarter finns listade i Catalogue of Life.